# Majestade de Batlló
Majestade de Batlló é uma imagem em madeira policromada do século XII, que apresenta Cristo crucificado em forma de Cristo Majestade o triunfante sem rastos de sofrimento. É uma das mostras mais interessantes da imagética medieval deste tipo iconográfico na Catalunha. A sua proveniência é dos Pirenéus catalães do município de  la Garrotxa. Esta obra encontra-se exposta no Museu Nacional de Arte da Catalunha de Barcelona.

## História
A Majestade deve o seu nome ao colecionador Enric Batlló i Batlló, que a comprou num mercado de antiguidades e a doou à Assembleia de Barcelona no ano de 1914. Quando chegou ao museu estava coberta por uma capa de verniz que impedia ver a policromia.
Crê-se que este tipo de iconografia se introduziu na Catalunha pelos pisanos, quando chegaram em 1114 para ajudar o conde de Barcelona Ramon Berenguer III na sua conquista das ilhas Baleares. No românico, a madeira foi um dos materiais mais usados para a elaboração de mobiliário litúrgico e as imagens para o interior dos templos, utilizando-se para os Cristos crucificados dois blocos ou troncos de madeira, um para o corpo outro para os braços, era normal que depois de talhadas as imagens se policromassem.
A imagem de Cristo crucificado, na Idade Média mostra-se em vários tipos de iconografia: com o torso desnudado e com o perizoniumo túnica curta atada à cintura e morto na cruz com os olhos fechados e o rosto com dramatismo e certa tensão; e o outro tipo, como a Majestade de Batlló, em cima da cruz com uma túnica grande apertada na cintura e triunfante, com a particularidade de ter os olhos abertos e sem nenhum sinal de dor.
Esta representação foi a mais abundante no Ocidente durante todo o século XII seguindo o protótipo de Cristo de Santa Faz de Lucca. Depois de novas datações deste Cristo considera-se que é uma obra tardia de finais do século XII ou inícios do século XIII, pelo qual se explica problemas na cronologia de outras crucificações, seguramente a Santa Faz de Lucca é uma cópia de um protótipo anterior como o da catedral de Milan ou o da Majestade de Battló de Barcelona.
A Majestade de Batlló esteve sempre relacionada com o Volto Santo da catedral de Lucca. Compara-se com outras através da indumentária, a túnica e a cinta como a da Catedral de Braunschweig de 1173 ou a conservada no Museu de Arte Sacra de San Gimignamo. Na Catalunha relacionou-se com a de Las Palmas, a de Sant Salvador de Bellver, a de Beget, a de Angostrinay, a de Eller, apesar de que só a de Bellver e a de Beget, dispõem de pregas tubulares.

## Descrição

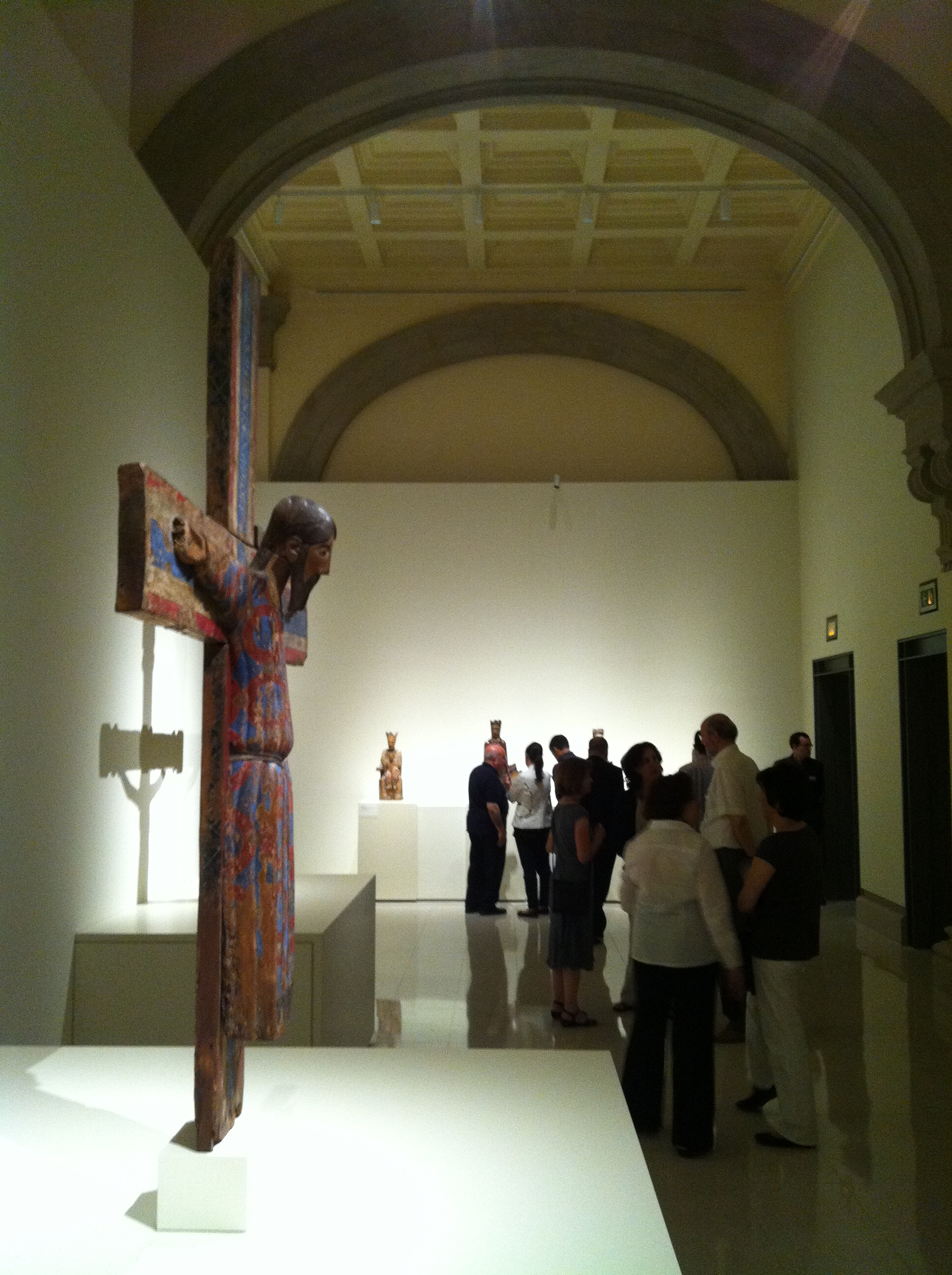
La Majestade (MNAC).

A obra está talhada em madeira de cipreste e a sua proveniência situa-se habitualmente na região de Olot, no município de la Garrotxa. A imagem de Cristo tem as medidas de 94x96x17 cm e a cruz de 156x120x4 cm.
Caracteriza-se a imagem pela atitude rígida e solene, com os olhos abertos, com uma talha esquemática, que combina com certo sentido de detalhe como os que se observam no cabelo e na barba, faltam os pés e alguns dedos nas mãos. O Cristo está vestido com uma larga túnica com mangas também largas (túnica manicata) e pregas tubulares paralelas que alternam na sua tonalidade, (que se podem também na majestade de Baget da la Garrotxa); está policromada com círculos de cor vermelho com fundo azul e motivos vegetais de clara influencia oriental; encontram-se tecidos islâmicos com decoração parecida no Museu Episcopal de Vic. A cruz está pintada à base de franjas azuis, brancas e vermelhas e apresenta na parte superior a inscrição:
JHS NAZARENUS REX IUDEORUM (Jesus da Nazaré Rei dos Judeus)
No reverso da cruz e no seu centro há restos da pintura de um Agnus Dei.
Enquanto à pintura dos círculos da túnica encontra-se relacionada com o sudário, de tecido islâmico, de San Ramón morto em 1126, da catedral de Roda de Isábena.

## Simbologia
A representação de Cristo com os olhos abertos interpreta-se como o triunfante sobra a morte, assim como do caráter das vestes, faz-se a sua leitura, como reflexo do Apocalipse. O Agnus Dei, é o Cordeiro Pascual que salva os homens com o seu sangue assim como ao mesmo tempo representa o Cordeiro triunfante sobre a morte e que compartilha com Deus o trono e é adorado pelos homens.

## Cronologia
A sua cronologia é difícil de datar mas pelos caracteres da inscrição da cruz e pela pintura localiza-se no século XI e outros autores datam-na no século XII, a pintura é parecida aos frontais da zona de Ripoll, de meados do século XII, que se utiliza como argumento por diversos investigadores. Atualmente pode-se situar dentro de 1150. Os caracteres cúficos do bordo da túnica apresentam uma analogia com o motivo islâmico de uma cimalha do claustro de Saint Pierre de Moissac, parece uma prova da ampla difusão que durante o românico se fez de alguns recursos em distintos lugares.